# فام‌سیکلوویر
فام‌سیکلوویر (انگلیسی: Famciclovir) (با نام تجاری Famvir شرکت نوارتیس) فامسیکلوویر یک داروی ضد ویروسی آنالوگ گوانوزین است که برای درمان عفونت‌های گوناگون هرپس‌ویروسان، معمولاً برای هرپس زوستر (زونا) به کار می‌رود. این یک شکل پیش‌دارویی از پنسیکلوویر با فراهمی زیستی خوراکی بهبود یافته‌است.
فامسیکلوویر در سال ۱۹۸۳ ثبت اختراع شد و در سال ۱۹۹۴ برای استفاده پزشکی تأیید شد. در سال ۲۰۰۷، سازمان غذا و داروی ایالات متحده آمریکا نخستین نسخه عمومی فام‌سیکلوویر را تأیید کرد. قرص‌های ژنریک توسط صنایع دارویی تیوا و مایلن تولید می‌شوند.

## مصارف پزشکی
فام‌سیکلوویر برای درمان هرپس زوستر (زونا)، درمان ویروس هرپس سیمپلکس ۲ (تبخال تناسلی)، تبخال لبیالیس (زخم سرد) در بیماران دارای ایمنی بدن و برای سرکوب دوره‌های عودکننده ویروس هرپس سیمپلکس ۲ اندیکاسیون دارد. همچنین برای درمان اپیزودهای مکرر هرپس سیمپلکس در بیماران HIV به کار می‌رود.

## اثرات نامطلوب
عوارض جانبی آن عبارت است از ناراحتی معده خفیف تا شدید، سردرد و تب خفیف.

## تبخال

### درمان زودهنگام
چندین مطالعه بر روی انسان و موش شواهدی را ارائه می‌دهد که درمان زودهنگام فام‌سیکلوویر بلافاصله پس از نخستین عفونت با تبخال می‌تواند به‌طور قابل توجهی احتمال شیوع بیماری‌های آینده را کاهش دهد. نشان داده شده‌است که استفاده از فام‌سیکلوویر در این روش در مقایسه با عدم درمان یا درمان با والاسیکلوویر، میزان ویروس نهفته در گانگلیون عصبی را کاهش می‌دهد. مروری بر افرادی که به مدت پنج روز با فامسیکلوویر ۲۵۰ میلی‌گرم سه بار در روز در طول نخستین دوره تبخال خود تحت درمان قرار گرفتند، نشان داد که تنها ۴٫۲ درصد طی شش ماه پس از نخستین شیوع، عود را تجربه کردند، که در مقایسه با ۱۹ درصد عود در درمان‌شده با آسیکلوویر، کاهش پنج برابری داشت. اگر درمان برای چند ماه به تعویق افتاد، هیچ‌یک از داروها بر تأخیر تأثیر نمی‌گذارد.